# Distichodus decemmaculatus
Distichodus decemmaculatus är en fiskart som beskrevs av Pellegrin 1926. Distichodus decemmaculatus ingår i släktet Distichodus och familjen Distichodontidae. IUCN kategoriserar arten globalt som livskraftig. Inga underarter finns listade i Catalogue of Life.